# Espasante (Ortigueira)
Espasante o San Juan de Espasante (llamada oficialmente San Xoán de Espasante) es una parroquia española del municipio de Ortigueira, en la provincia de La Coruña, Galicia.

## Entidades de población
Entidades de población que forman parte de la parroquia:
- A Abasteira
- A Ponte
- A Rega
- A Taipa
- A Torre
- As Bodegas
- Campo da Silva (O Campo da Silva)
- Espasante
- Formarís (Formaríz)
- Forno
- Hedrosa
- Liñares
- Muíño do Lago
- O Atrio (O Adro)
- O Cutimán
- O Fabeiro
- O Faro
- O Gandeiro (O Gandareiro)
- O Outeiro
- O Pazo
- O Plantío
- O Río
- Penaquente
- Porto de Espasante (O Porto de Espasante)
- Pouta do Lobo
- San Juan
- Xedriz

## Despoblado
- Callobre (Callobre Vello). En el INE aparece como O Callobre.

## Demografía
| Gráfica de evolución demográfica de Espasante entre 2000 y 2020 |
|                                                                 |
| Datos según el nomenclátor publicado por el INE.                |